# 佐藤泰舜

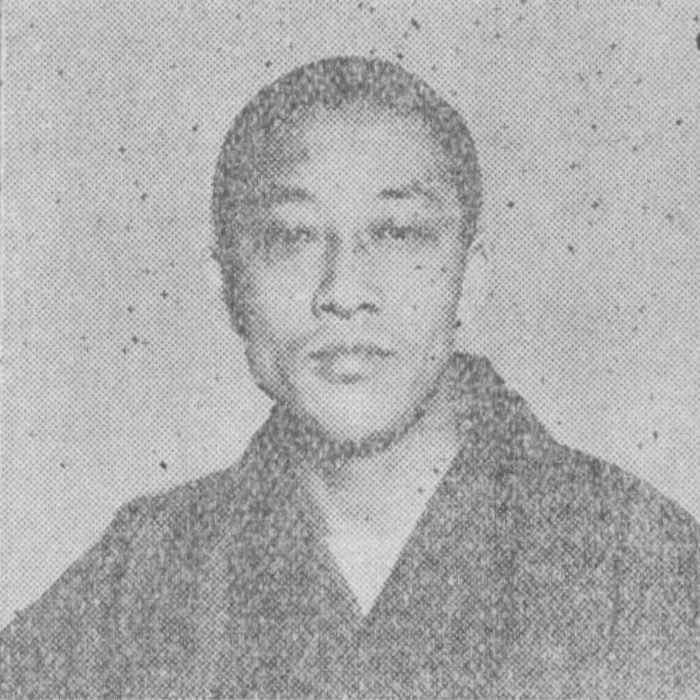
1928年ごろ

佐藤 泰舜（さとう たいしゅん、1890年12月1日 - 1975年2月28日）は、日本の仏教学者。駒澤大学教授、東洋大学教授、京城帝国大学教授など歴任。永平寺74世貫首、曹洞宗管長。道号は博裔。

## 来歴
愛知県新城市生まれ。1903年得度。1915年曹洞宗大学林（現駒澤大学）卒業。1919年曹洞宗大学図書館主事。1920年東京帝国大学文学部選科に入学。1923年東京帝大文学部印度哲学科を卒業。同校大学院に入学。研究題目「支那仏教思想の発達」。奈良東大寺に留学。1931年欧州留学。帰国後、駒澤大学教授、東洋大学教授に就任。1934年京城帝国大学助教授を経て教授。終戦により曹洞宗京城別院・曹渓寺の引継ぎなど、戦後処理をして引き揚げた。学界を退き宗務に努めた。1952年永平寺侍局次長、同寺貫首熊澤泰禅随行長、1959年同寺監院、1966年副貫首、1968年貫首及び曹洞宗管長となった。晩年は完全に失明していたが、書などは心眼で揮毫していたという。
1975年2月28日遷化、84歳。

## 著書
- 夢窓疎石「夢中問答」（校訂、岩波文庫、新版刊）
- 「生活の修証義」（不老閣）
- 「修証義と生活指導」（昭和仏教全集：教育新潮社）
- 「禅の修証義」（誠信書房、新版刊）
- 「支那仏教思想論」など[3]。